# Sylt

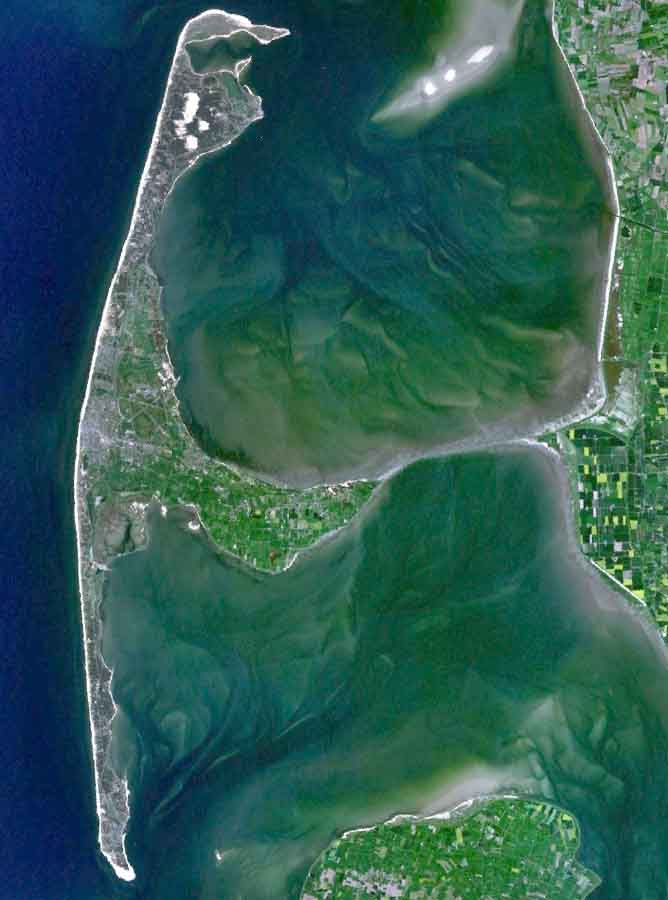
Imatge de satèl·lit de Sylt

Sylt (alemany: Sylt, danès: Sild, frisó: Söl) és la més gran de les Illes Frisones. Es troba al districte de Nordfriesland, a l'estat de Slesvig-Holstein, al nord d'Alemanya. Comprèn els municipis de Hörnum, Kampen, List, Sylt i Wenningstedt-Braderup.

## Geografia

### Localització

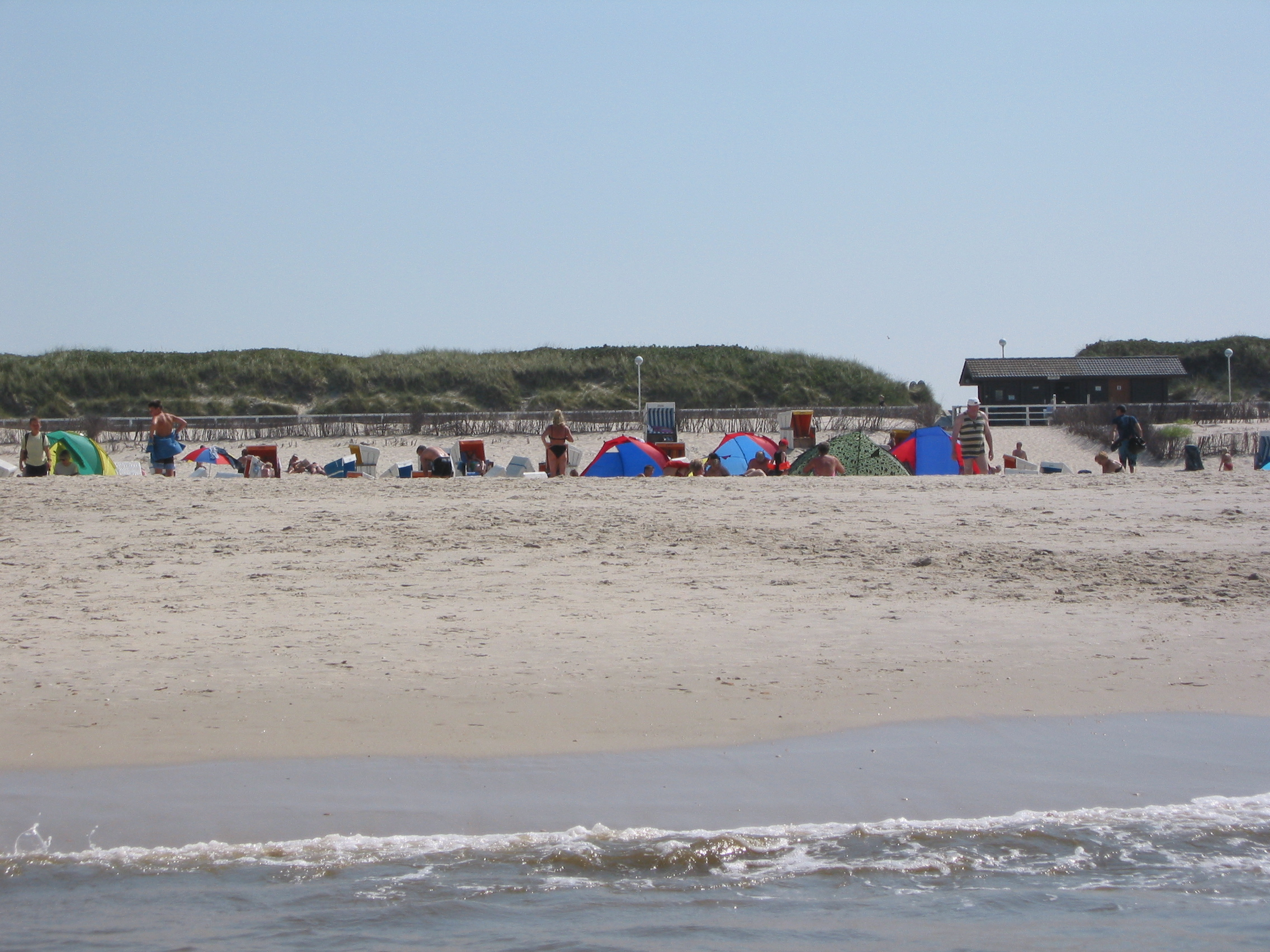
Vista des del mar de la platja de Sylt

Sylt té una àrea de 99,14 km², la quarta illa més gran d'Alemanya i la més gran de les que es troben al Mar del Nord. La població és de 21.000 habitants. Es troba a una distància d'entre 9 i 16 km de la costa continental, a la qual està unida mitjançant un dic d'11 km de llarg, transitable exclusivament per ferrocarril. Es pot viatjar cap a l'illa també a través d'una línia de ferri que uneix el port danès d'Havneby, en l'illa de Rømø, amb el port de List. A la zona occidental es troba una platja de gairebé 40 km de longitud.
A la costa est de l'illa es troba la zona de llots que pertany al Parc Nacional Wattenmeer, una zona costanera típica del mar del Nord per les àmplies marees, que deixen grans extensions de llot al descobert. L'illa s'estén 38 km de nord a sud, amb amplàries variables fins a un mínim de prop de 200 m tant en el sud, entre Rantüm i Hörnum, i en el nord, entre Kampen i List. La màxima amplària de l'illa es troba al centre, prop de la ciutat de Westerland, amb una longitud de 12,6 km. La forma de l'illa ha sofert nombrosos canvis, en un procés que encara avui dia segueix en marxa. Les zones nord i sud de l'illa es componen de sorres poc fèrtils, mentre que el centre consta de prades. La major altitud de l'illa és una duna anomenada Uwe Dune de 52,5 metres d'altitud sobre el nivell del mar, localitzada en Kampen.

### Clima
El clima oceànic de Sylt està influït pel Corrent del Golf. En els mesos d'hivern, la temperatura en l'illa és 2º més temperada que en el continent. En els mesos d'estiu, la proporció s'inverteix i s'arriba a una temperatura mitjana de 17º. La mitjana de radiació solar en Sylt se situa en 4,4 hores diàries. El fet que Sylt, amb 1790 hores de sol a l'any, té 170 més que la mitjana d'Alemanya es deu a les característiques del relleu de l'illa. Els núvols no troben resistència en muntanyes i són empeses cap al continent. La temperatura mitjana anual se situa en 8,5º. El vent de component oest està present durant tot l'any a una velocitat mitjana de 6,7 m/s. L'índex de precipitacions se situa en uns 650 mm.

## Història
- Sylt va ser originalment part de Jutlàndia (avui repartida entre Dinamarca i Slesvig-Holstein)
- L'evidència d'assentaments humans es remunta a 3000 aC a Denghoog
- Primers assentaments de frisons als segles VIII i IX.
- Sylt fou dividida entre el Ducat de Slesvig i el Regne de Dinamarca el 1386
- A excepció de la ciutat de List, Sylt es va convertir en part del Ducat de Slesvig el 1435
- Durant els segles XVII i XVIII, la caça de balenes, la pesca i la cria d'ostres augmentaren la riquesa de la població,
- Keitum va esdevenir la capital de l'illa, on s'establiren els capitans rics
- En el segle xix s'inicia el turisme; Westerland substitueix Keitum com a capital
- Durant la Primera Guerra Mundial, Sylt es va convertir en un lloc militar, però no patiren danys de guerra,
- El 1927 es va construir una línia de ferrocarril que la unia amb el continent, el Hindenburgdamm, anomenat així per Paul von Hindenburg
- Durant la Segona Guerra Mundial Sylt es va convertir en una fortalesa, amb búnquers de formigó construïda per sota dels dunes a la costa, alguns dels quals encara avui són visibles. Lager Sylt, el camp de concentració a Alderney, va rebre el nom de l'illa.

Avui en dia, Sylt és sobretot un atractiu turístic, famós pel seu clima saludable i les moltes celebritats alemanyes que tenen casa a l'illa. La platja té fins i tot una secció per a nudistes.